# (33296) 1998 KN42
1998 KN42 (asteroide 33296) é um asteroide da cintura principal. Possui uma excentricidade de 0.16466460 e uma inclinação de 13.83122º.
Este asteroide foi descoberto no dia 27 de maio de 1998 por LONEOS em Anderson Mesa.